# Slovo House

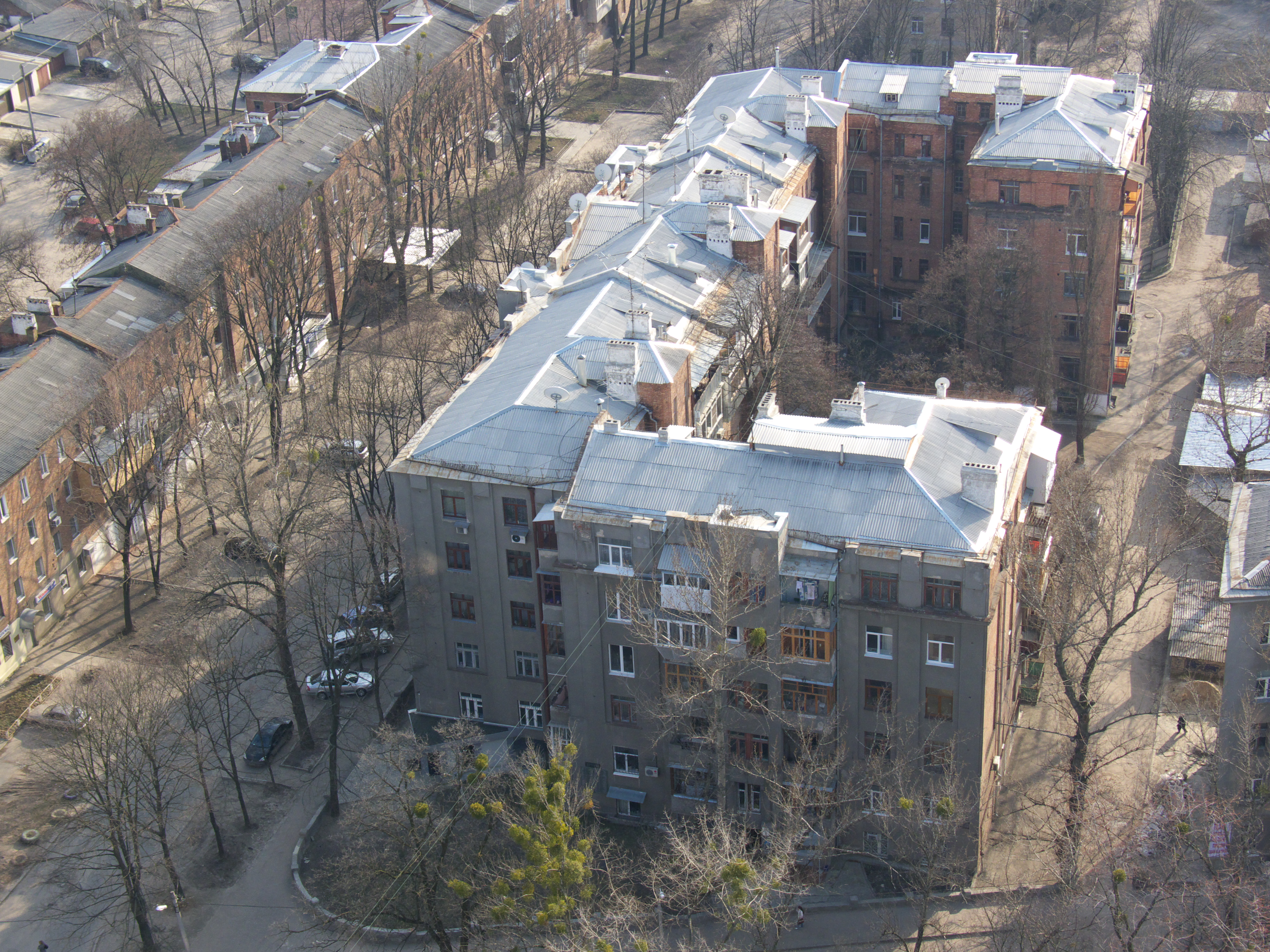
Slowo-Gebäude im Jahr 2008

Slovo House ist ein ukrainischer Dokumentarfilm von Taras Tomenko aus dem Jahr 2017.

## Handlung
Die Handlung des Films spielt in den 1920er Jahren in Charkiw, der damaligen Hauptstadt der Ukrainischen Sozialistischen Sowjetrepublik. Es wird ein Haus errichtet, das speziell für ukrainische Schriftsteller, Dichter und Künstler gedacht ist. Entworfen wird es von dem Stadtarchitekten Mychajlo (Mytrofan) Daschkewytsch.
Für die Bequemlichkeit der Bewohner wird alles Notwendige bereitgestellt. Sie bekommen geräumige helle Zimmer mit hohen Decken und großen Fenstern. In der Nähe wird sogar ein Park angelegt, damit es genügend Platz zum Ausruhen und Entspannen gibt. Das Haus umfasst 66 komfortable Wohnungen, einen Speisesaal, ein Solarium und Personal. Dutzende von ehemals kämpfenden oder verarmten ukrainischsprachigen Intellektuellen werden in das neue Schriftstellerhaus umgesiedelt, darunter Mykola Chwylowyj, Ostap Wyschnja, Mychajlo Semenko und Anatolij Petryzkyj. Sie werden mit einem für ihre Zeit ungewöhnlichen Luxus bedacht.
Das Paradies verfügt jedoch über ein spezielles Überwachungssystem und ein Netz von Informanten, um die Autoren unter ständiger Beobachtung der sowjetischen Geheimpolizei zu halten. So werden manche Schriftsteller von den eigenen Ehefrauen oder Assistentinnen, andere von ihren Dienstmädchen bespitzelt. Jeder, der das Haus besucht, steht unter Überwachung; darunter zählen auch Bertolt Brecht, Theodore Dreiser und Bruno Jasieński, die 1930 zur Internationalen Konferenz der revolutionären Schriftsteller in Charkiw waren.
Mit Beginn der stalinistischen Wende werden die meisten Bewohner des Hauses verhaftet. Sie gehören zu der Rosstriljane widrodschennja, der hingerichteten Renaissance der ukrainischen Literatur unter sowjetischer Herrschaft. Die Überlebenden erleben zugleich den Holodomor von 1932 und 1933. Einige Dichter und Schriftsteller begehen Selbstmord, andere werden wahnsinnig.

## Erzählweise
Der Regisseur verwendete für die Erzählung des historischen Ereignisses Fragmente literarischer Werke ehemaliger Bewohner des Slowo-Gebäudes, darunter auch Tagebücher. Hauptsächlich stützt sich die Dokumentation jedoch auf Archivdokumente des NKWD, dazu gehören Aufzeichnungen von Denunziationen und Berichte über Telefonabhörungen.

## Hintergrund
Die Geschichte des Hauses ist eng verbunden mit der Geschichte der hingerichteten Renaissance. Mit diesem Begriff wird die Generation ukrainischer Künstler und Wissenschaftler bezeichnet, die in den 1920er und frühen 1930er Jahren in der Ukrainischen Sozialistischen Sowjetrepublik tätig war. Die meisten von ihnen wurden in den 1930er Jahren vom NKWD verhaftet und ermordet.
Das stalinistische System wurde für eine lange Zeit nicht in der Öffentlichkeit besprochen. Erst ab 1991 drang das Wissen um die sowjetischen Verbrechen, einschließlich des Holodomor, allmählich in das ukrainische Leben ein. Das Slowo-Gebäude ist somit ein wichtiges historisches Dokument über das sowjetische System und die ukrainischen Erfahrungen mit dem Kommunismus.

## Auszeichnungen
Slovo House nahm am offiziellen Wettbewerbsprogramm des 33. Internationalen Filmfestival Warschau 2017 teil. 2018 wurde der Film mit dem ukrainischen Filmpreis Goldene Dzyga in der Kategorie „Bester Dokumentarfilm“ ausgezeichnet.